# Eliminatoria al Torneo Sub-20 de la Concacaf 2001
La Eliminatoria al Torneo Sub-20 de la Concacaf 2001 tuvo la participación de 15 selecciones del Caribe y 7 de Centroamérica que pelearon por 4 plazas para la fase final del torneo que se realizaría en Canadá y Trinidad y Tobago en 2001 para poder clasificar al mundial de la categoría a realizarse en Argentina.

## Zona Caribeña

### Preliminar
| Equipo 1              | Agr.  | Equipo 2 | Ida  | Vuelta |
| --------------------- | ----- | -------- | ---- | ------ |
| Antillas Neerlandesas | 1–3   | Aruba    | 1–2  | 0–1    |
| Montserrat            | 1–27  | Dominica | 0–12 | 1–15   |
| Guyana                | w.o.1 | Surinam  | –    | –      |

1- Guyana abandonó el torneo.

### Fase de grupos

#### Grupo A
Todos los partidos se jugaron en Haití.
| País        | J | G | E | P | GF | GC | GD  | Pts |
| ----------- | - | - | - | - | -- | -- | --- | --- |
| Cuba        | 3 | 3 | 0 | 0 | 14 | 3  | +11 | 9   |
| Haití       | 3 | 2 | 0 | 1 | 8  | 4  | +4  | 6   |
| Puerto Rico | 3 | 1 | 0 | 2 | 3  | 10 | –7  | 3   |
| Aruba       | 3 | 0 | 0 | 3 | 6  | 14 | –8  | 0   |

|  | Cuba        | 8–2 | Aruba       |
|  | Haití       | 4–0 | Puerto Rico |
|  | Cuba        | 4–0 | Puerto Rico |
|  | Aruba       | 2-3 | Haití       |
|  | Haití       | 1–2 | Cuba        |
|  | Puerto Rico | 3–2 | Aruba       |

#### Grupo B
Originalmente iban a participar 4 equipos, pero Bermudas y las Islas Vírgenes Estadounidenses abandonaron el torneo.
| Equipo 1 | Agr. | Equipo 2             | Ida | Vuelta |
| -------- | ---- | -------------------- | --- | ------ |
| Barbados | 0–3  | República Dominicana | 0–0 | 0–3    |

#### Grupo C
Todos los partidos se jugaron en Jamaica.
| País         | J | G | E | P | GF | GC | GD  | Pts |
| ------------ | - | - | - | - | -- | -- | --- | --- |
| Jamaica      | 3 | 3 | 0 | 0 | 11 | 0  | +11 | 9   |
| Dominica     | 3 | 2 | 0 | 1 | 7  | 3  | +4  | 6   |
| Granada      | 3 | 1 | 0 | 2 | 6  | 7  | –1  | 3   |
| Islas Caimán | 3 | 0 | 0 | 3 | 1  | 15 | –14 | 0   |

|  | Islas Caimán | 0-5 | Jamaica      |
|  | Dominica     | 2–1 | Granada      |
|  | Jamaica      | 2–0 | Dominica     |
|  | Granada      | 5–1 | Islas Caimán |
|  | Jamaica      | 4–0 | Granada      |
|  | Dominica     | 5–0 | Islas Caimán |

#### Grupo D
Todos los partidos se jugaron en Surinam.
| Teams                        | Pld                | W                  | D                  | L                  | GF                 | GA                 | GD                 | Pts                |
| ---------------------------- | ------------------ | ------------------ | ------------------ | ------------------ | ------------------ | ------------------ | ------------------ | ------------------ |
| Surinam                      | 2                  | 2                  | 0                  | 0                  | 4                  | 0                  | +4                 | 6                  |
| Antigua y Barbuda            | 2                  | 0                  | 1                  | 1                  | 2                  | 4                  | –2                 | 1                  |
| San Vicente y las Granadinas | 2                  | 0                  | 1                  | 1                  | 2                  | 4                  | –2                 | 1                  |
| Santa Lucía                  | Abandonó el torneo | Abandonó el torneo | Abandonó el torneo | Abandonó el torneo | Abandonó el torneo | Abandonó el torneo | Abandonó el torneo | Abandonó el torneo |

|  | Surinam                      | 2–0 | San Vicente y las Granadinas |
|  | San Vicente y las Granadinas | 2–2 | Antigua y Barbuda            |
|  | Antigua y Barbuda            | 0-2 | Surinam                      |

### Ronda final
| País                 | J | G | E | P | GF | GC | GD | Pts |
| -------------------- | - | - | - | - | -- | -- | -- | --- |
| Jamaica              | 3 | 2 | 1 | 0 | 7  | 1  | +6 | 7   |
| Cuba                 | 3 | 2 | 1 | 0 | 5  | 1  | +4 | 7   |
| República Dominicana | 3 | 1 | 0 | 2 | 2  | 4  | –2 | 3   |
| Surinam              | 3 | 0 | 0 | 3 | 3  | 11 | –8 | 0   |

|  | República Dominicana | 0-1 | Jamaica              |
|  | Cuba                 | 3–1 | Surinam              |
|  | Jamaica              | 6–1 | Surinam              |
|  | Cuba                 | 2–0 | República Dominicana |
|  | Surinam              | 1–2 | República Dominicana |
|  | Jamaica              | 0–0 | Cuba                 |

## Zona Centroamericana
La eliminatoria se disputó en Panamá.

### Fase de grupos

#### Grupo A
| País       | J | G | E | P | GF | GC | GD  | Pts |
| ---------- | - | - | - | - | -- | -- | --- | --- |
| Panamá     | 3 | 3 | 0 | 0 | 8  | 0  | +8  | 9   |
| Costa Rica | 3 | 2 | 0 | 1 | 14 | 2  | +12 | 6   |
| Nicaragua  | 3 | 1 | 0 | 2 | 4  | 8  | –4  | 3   |
| Belice     | 3 | 0 | 0 | 3 | 2  | 18 | –16 | 0   |

|  | Costa Rica | 6–0 | Nicaragua  |
|  | Belice     | 0-6 | Panamá     |
|  | Nicaragua  | 4–1 | Belice     |
|  | Panamá     | 1–0 | Costa Rica |
|  | Belice     | 1–8 | Costa Rica |
|  | Panamá     | 1–0 | Nicaragua  |

#### Grupo B
| País        | J | G | E | P | GF | GC | GD | Pts |
| ----------- | - | - | - | - | -- | -- | -- | --- |
| Guatemala   | 2 | 1 | 1 | 0 | 2  | 1  | +1 | 4   |
| Honduras    | 2 | 1 | 0 | 1 | 1  | 1  | 0  | 3   |
| El Salvador | 2 | 0 | 1 | 1 | 1  | 2  | –1 | 1   |

|  | Guatemala   | 1–1 | El Salvador |
|  | El Salvador | 0-1 | Honduras    |
|  | Honduras    | 0–1 | Guatemala   |

### Semifinales
| Equipo 1  | Resultado   | Equipo 2   |
| --------- | ----------- | ---------- |
| Guatemala | 3-3 (3-4 p) | Costa Rica |
| Panamá    | 0-2         | Honduras   |

### Tercer lugar
| Equipo 1 | Resultado | Equipo 2  |
| -------- | --------- | --------- |
| Panamá   | 1-2       | Guatemala |

### Final
| Equipo 1   | Resultado | Equipo 2 |
| ---------- | --------- | -------- |
| Costa Rica | 3-0       | Honduras |

## Clasificados al Torneo Sub-20
| - Jamaica - Costa Rica | - Guatemala - Honduras |